# Masseskyderi og massedrab i Thailand
Masseskyderi og massedrab i Thailand er er sjældne, bortset fra tidligere politiske konflikter og muslimske uroligheder i de sydlige provinser.
Forbrydelser, der involverer skydevåben, er derimod almindelige i Thailand, hvilket skyldes det enorme antal borgere, som har adgang til skydevåben. Ifølge Small Arms Survey drejede det sig om flere end 10,3 millioner skydevåben i 2022, det højeste antal i SEAN-regionen.
Det første større masseskyderi forvoldt af enkelt person fandt sted den 8. og 9. februar 2020 i Korat. Det hidtil største massedrab i Thailand udført af et enkelt individ skete den 6. oktober 2022, hvor 34-årig tidligere politiofficer dræbte 36 personer (foruden sit eget selvmord).

## 2024, masseskyderi i Ubon Ratchathani
Kort efter midnat den 29. februar, natten til den 1. marts, klokken 00.30 modtog politiet anmeldelse om et masseskyderi ved en koncert i Khong Chiam, Ubon Ratchathani. Hændelsen resulterede i fire dræbte inklusive skytten og adskillige sårede. Ifølge politirapporten brød Noppadon Thonglee, en 45-årig frivillig vagt, en gruppe publikummer op, der irriterede sangerne på scenen. Dette førte til et verbalt og fysisk skænderi mellem de to parter. Efter skænderiet tog Noppadon hjem og hentede sit skydevåben, en CZ-75 semi-automatisk pistol, og kom derefter tilbage til koncerten. Her skød han mod den gruppe publikummer, der havde angrebet ham. Politiet fandt Noppadon død af skud, mens tre andre havde alvorlige kvæstelser fra skudsår. De blev overført til hospital, hvor de blev erklæret døde.

## 2023, masseskyderi i Bangkok
Den 3. oktober 2023 åbnede en 14-årig bevæbnet dreng, med langt hår og en tætsiddende sort skjorte og camouflagebukser, ild i et af Bangkoks store centrale indkøbscentre, Siam Paragon. Han brugte en 9 mm pistol, der lignede en Glock 19, til at skyde mod tilfældige personer inde i stormagasinet, hvor han dræbte to og sårede fem, heriblandt en kinesisk turist..
Hændelsen fandt sted fra klokken 16:10, mens turister og lokale var på indkøb. Folk blev evakueret fra indkøbscentret efter der blev hørt skud. Situationen var kaotisk. Alle blev eskorteret ud af sikkerhedsvagter i løbet af 10 minutter til en time. Hændelsen sluttede klokken 17.09, da pistolmanden smed sit våben og knælede, hvorefter han blev tilbageholdt af politiet. Han fortalte, at han havde hørt nogen befale ham at skyde. Han gik på en privatskole tæt på indkøbscenteret og havde en journal over, at få behandling for en mental lidelse, men var for nylig holdt op med at tage sin medicin. Det er uklart, hvad hans motiv var.

## 2022, massakren i Nong Bua Lamphu
Massakren i Nong Bua Lamphu fandt sted den 6. oktober 2022, hvor en 34-årig tidligere politiofficer, Panya Kamrap, dræbte 36 personer (foruden hans selvmord), heraf 24 børn mellem to og fem år, og sårede 10 andre i et masseskyderi og massakre i en børnehave i provinsen Nong Bua Lamphu. Kun et barn overlevede angrebet, en tre-årig pige, som drabsmanden ikke havde bemærket, da hun sov tungt allerbagerst under et tæppe i et rum sammen med 11 andre børn. Massakren blev det hidtil største massedrab i Thailand udført af et enkelt individ.

## 2020, masseskyderi i Korat
Den 8. og 9. februar 2020 skød og dræbte den 32-årige sergent-major Jakrapanth Thomma 29 personer og sårede 58 andre i Nakhon Ratchasima, almindeligt kendt som Korat, i Thailand. Jakrapanth blev skudt af politi og specialstyrker om morgenen den 9. februar.
Den 8. februar dræbte Jakrapanth flere personer i sin hjemegn, hvor han stjal stjal skydevåben og en Humvee militærbil, hvorefter han kørte til provinsens hovedstad, Korat, cirka 260 kilometer nordøst for hovedstaden Bangkok. I indkøbscentret Terminal 21, åbnede han ild mod tilfældige forbipasserende og handlende i centret. Her dræbte han mindst 12 personer. Derefter gik han ind i centret.
Om aftenen ankom specialstyrker, der stormede indkøbscentret og fik kontrol over stueetagen. Det forlød i medierne, at Thomna holdt gidsler. Det kom i løbet af natten til skudvekslinger, mellem specialstyrker og soldaten, der søgte tilflugt i kælderetagen, hvor han gemte sig i en dagligvarebutik. Klokken 9 om morgenen, den 9. februar, lykkedes det militær og politi at trænge frem til Jakrapanth og dræbe ham i ildkamp.

## 2015, Bombeattentater i Bangkok
Den 17. august 2015, eksploderede en kraftig bombe i Thailands hovedstad Bangkok. Den dræbte 20 personer og omkring 125 kom til skade. Ingen påtog sig skyld for bomben. To etniske uighurere, Adem Karadag og Yusufu Mieraili, blev anholdt mistænkt for at stå bag bomberne, hvilket de har tilstået under politiafhøringer. Retssagen begyndte først i maj, 2017, efter lange uoverensstemmelser om tolke.
Der var i 2015 yderligere tre mindre bombeseksplosioner i Bangkok, alle uden at forvolde egentlig skade.